# Otočić V. Osir
Otočić V. Osir este o arie protejată (sit de importanță comunitară — SCI) din Croația întinsă pe o suprafață de 7,38 ha, integral pe uscat.

## Localizare
Centrul sitului Otočić V. Osir este situat la coordonatele 44°35′28″N 14°25′12″E / 44.590979°N 14.419884°E.

## Înființare
Situl Otočić V. Osir a fost declarat sit de importanță comunitară în iulie 2013 pentru a proteja un număr necunoscut de specii din flora spontană și fauna sălbatică aflate în arealul zonei.

## Biodiversitate
Situată în ecoregiunea mediteraneană, aria protejată conține 2 habitate naturale: Pante stâncoase calcaroase cu vegetație casmofită, Matorral arborescenți cu Juniperus spp..
La baza desemnării sitului se află un număr nedeclarat de specii protejate.